# Paul Rondholz
Paul Rondholz (* 21. März 1880 in Schwelm; † 2. Oktober 1967 in Berlin) war ein deutscher katholischer Priester, Jesuit und Autor geistlicher Schriften. 

## Leben
Paul Rondholz wurde 1880 in Schwelm geboren. Nach seinem Abitur studierte er ab 1899 Katholische Theologie und Jura an der Rheinischen Friedrich-Wilhelms-Universität Bonn und der Albert-Ludwigs-Universität in Freiburg im Breisgau. Am 28. März 1903 wurde er in Köln zum Priester geweiht.
Von 1903 bis 1914 war Rondholz Kaplan in der Pfarrei St. Maria Empfängnis in Mönchengladbach. Er leitete die Pfarrei Heilige Drei Könige in Oberbachem südlich von Bonn von 1914 bis 1920. Dort wurde er irrtümlich verdächtigt, seine Haushälterin ermordet zu haben. Der Täter wurde später gefasst.
1920 trat Rondholz in den Jesuitenorden ein. Nach einer zweijährigen Tätigkeit als Kaplan in der Pfarrei St. Clemens in Berlin wurde er 1927 zuständig für die Priesterkonferenz in Schlesien und damit für die theologische Fort- und Weiterbildung der Geistlichen in dieser Region. Im Jahr 1941 erhielt er von der nationalsozialistischen Obrigkeit ein Sprechverbot für das gesamte Großdeutsche Reich und wurde aus Schlesien ausgewiesen.
Nach dem Krieg lebte und arbeitete er in Berlin, zuletzt im Canisius-Kolleg, und verfasste zahlreiche geistliche Schriften. Am 2. Oktober 1967 verstarb er dort. Sein Grab ist auf dem St.-Hedwig-Friedhof in Berlin-Reinickendorf.

## Schriften (Auswahl)
- Paul Rondholz: Wege zu Gott. Schmitt, Siegburg 1955.
- Paul Rondholz: Die ewigen Wahrheiten im Anschluss an die Exerzitien des heiligen Ignatius. Butzon & Bercker, Kevelaer 1961.
- Paul Rondholz: Seid heilig: 12 Geisteserneuerungen für die 12 Monate des Jahres. Parzeller, Fulda 1965.